# Ред и закон: Злочиначке намере (9. сезона)
Девета сезона серије Ред и закон: Злочиначке намере је премијерно емитована на каналу НБЦ од 30. марта до 6. јула 2010. године и броји 16 епизода.
Картице са описом сцена су враћене у овој сезони након три сезоне.
Епизоде из девете сезоне такође су емитоване на НБЦ-у почевши од недеље 20. јуна у 22:00 часа, а репризе тих епизода су емитоване суботом почевши од 26. јуна у 20:00 часова. Епизоде су емитоване на НБЦ-у до недеље, 5. септембра 2010. Браво је почео да емитује епизоде девете сезоне у раним јутарњим сатима недељом почевши од 21. новембра у 2:00 до 4:00 ујутру.

## Глумачка постава
Након прве две епизоде, Винсент Д'Онофрио, Кетрин Ерб и Ерик Богосијан напустили су глумачку поставу односно серију. Богосијанов лик (капетан Данијел Рос) је убијен у првој епизоди. Богосијана је у глумачкој постави заменила Мери Елизабет Мастрантонио која је глумила капетанку Зои Калас. Шефрон Бароус се придружила глумачкој постави као детективка Серена Стивенс заменивши Џулијан Николсон (која је отишла на породиљско и породила се током снимања) која је глумила детективку Меган Вилер. Џеф Голдбум је преузео водећу улогу. На крају сезоне су Голдблум, Бароузова и Мастрантониова напустили серију.

## Улоге

### Главне
- Винсент Д'Онофрио као Роберт Горен (Епизоде 1-2)
- Кетрин Ерб као Александра Имс (Епизоде 1-2)
- Џеф Голдблум као Зек Николс (Епизоде 2-16)
- Шефрон Бароус као Серена Стивенс (Епизоде 3-16)
- Ерик Богосијан као Дени Рос (Епизода 1)
- Мери Елизабет Мастрантонио као Зои Калас (Епизоде 3-16)

### Епизодне
- Џеф Голдблум као Зек Николс (Епизода 1)
- Шефрон Бароус као Серена Стивенс (Епизода 2)

## Епизоде
| Бр. у серији | Бр. у сезони | Наслов                       | Редитељ         | Сценариста                 | Премијерно емитовање | Прод. код | Бр. гледалаца (милиони) |
| --- | ------------ | ---------------------------- | --------------- | -------------------------- | -------------------- | --------- | ----------------------- |
| 172 | 1            | "Оданост (1. део)"           | Џин де Сегонзек | Валон Грин                 | 30. март 2010.       | 09001     | 3.56                    |
| Туристичка јахта која крстари обалом Сомалије отворила је ватру на ненаоружани чамац и убила шеика и његову жену. Догађај је покренуо међународну грабу власти, противзаконити посао са оружјем и лов на терористе. Капетан Рос се нашао у трагичном центру сукоба, подстичући помоћ детектива Одељења за тешка кривична дела Горена, Имсове и Николса. |              |                              |                 |                            |                      |           |                         |
| 173 | 2            | "Оданост (2. део)"           | Џин де Сегонзек | Барбара Хил                | 6. април 2010.       | 09002     | 3.47                    |
| Уз противзаконити уговор о оружју и лов на сомалијске терористе који виси о концу, детективи Горен, Имсова, Николс и новопридошла Стивенсова комбинују средства. Срж њихове истраге има за циљ да приведе правди убицу капетана Роса. |              |                              |                 |                            |                      |           |                         |
| 174 | 3            | "Броуд ченл"                 | Омар Мада       | Марк Малон                 | 13. април 2010.      | 09003     | 3.21                    |
| Детектив Николс се бори са ирским злочиначким босом из своје прошлости пошто је полицајац убијен на острвској заједници Броуд ченл. |              |                              |                 |                            |                      |           |                         |
| 175 | 4            | "Осетљива"                   | Том ДиСило      | Никола Мирант-Метјус       | 20. април 2010.      | 09006     | 3.53                    |
| Николс и Стивенсова истражују убијену балерину чији је убица можда члан њене елитне школске заједнице. |              |                              |                 |                            |                      |           |                         |
| 176 | 5            | "Богови и инсекти"           | Џонатна Херон   | Тед Саливан                | 27. април 2010.      | 09007     | 2.82                    |
| Када је безглаво тело Кевина Денабурга пронађено на дну атмосферског одвода, наизглед мафијашко убиство убрзо води у тајни свет пратње високог сталежа и богова финансија. Кевинова девојка Амбер Донели изложена је као „девојка за забаву“ – пратња високог сталежа за корпоративне догађаје. Детективи Николс и Стивенсова ускоро се налазе у игри са високим улозима у којој се оданост злоупотребљава, а људи ће учинити све да добију оно што мисле да им припада. |              |                              |                 |                            |                      |           |                         |
| 177 | 6            | "Ејбел и могућности"         | Кевин Бреј      | Мајкл Анђели               | 4. мај 2010.         | 09008     | 2.82                    |
| Када је жена пронађена погођена у срце, очигледно од стране њеног мужа, Николс и Стивенсова откривају доказе да су били део искривљеног психолошког проучавања. Угодна шетња обалом са супругом Линдом претвара се у ноћну мору за Теда Стодарда када су се вратили до својих кола. Он је савладан, увучен у комби и одвезен. Касније, након низа визија, Тед се налази у болничкој хаљини говорећи другом човеку да је убио своју жену. Пошто је Линдино тело откривено у празном базену, Николс посећује стан Стодардових где открива упрљану болничку хаљину и опљачкан трезор. Линдин пасош је тамо, али Тедов није што указује да он можда планира да напусти земљу. Његови финансијски подаци такође откривају да је његов берзански посредник ликвидирао сву имовину пара.                                                        |              |                              |                 |                            |                      |           |                         |
| 178 | 7            | "Љубавни јади"               | Џим Хејмен      | Никол Мирант-Метјус        | 11. мај 2010.        | 08011     | 3.02                    |
| Рејчел, девојка са средњег запада која се преселила у Њујорк, убијена је пошто је посетила медицински центар да би добила лечење због напада. Медицинска сестра из медицинског центра Маја и њен дечко Дејмон учествују у низу сексуалних напада и убистава. Они су, између осталог, одговорни и за Рејчелину смрт. Николс и Стивенсова морају да открију да ли су помоћник друге медицинске сестре Рендал или Маја и Дејмон убице пре него што дође до још једног убиства. Суштина истраге лежи у откривању психе Маје и Рендала како као појединаца тако и као пара. |              |                              |                 |                            |                      |           |                         |
| 179 | 8            | "Љубав на леду"              | Кен Гироти      | Дејвид Клас и Џејмс Севдит | 18. мај 2010.        | 09009     | 2.55                    |
| Пре двадесет две године, младић по имену Том Рејнолдс се удавио под тајанственим околностима. За његова четири најбоља друга који су били тамо те ноћи, његова смрт је постала доживотни терет и веза између њих. У годинама које су уследиле, свако од њих је пронашао меру успеха у свом животу. Грег Фостер отворио је салон аутомобила. Крис Денарди је постао кардиохирург. Џон Силверсти је декан престижне мушке школе. Чак је и Бејли О’Дојл чија се професионална бејзбол каријера завршила прерано успео да отвори ресторан. Али колико год се трудили, нико од њих не може да побегне из сенке свог преминулог друга. Неко уцењује четворицу мушкараца због смрти Тома Рејнолдса па се они састају да разговарају о својим могућностима. Следећег јутра, Бејлијево тело је откривено у близини његове куће претучено на смрт. |              |                              |                 |                            |                      |           |                         |
| 180 | 9            | "Трговина"                   | Крис Зала       | Антоанет Стела             | 25. мај 2010.        | 09012     | 2.86                    |
| Издавач часописа Конор Џејмс претучен је на смрт у својој кући. На оружју убиства пронађени су отисци прстију запосленог Френка Болинџера кога је руска мафија убила док је био у затвору. Николс и Стивенсова су сазнали да је Џејмс био у вези са Мијом Карузо, ћерком његове наследнице Патрише. Патриша тврди да је Миа убила Џејмса, али њен бивши муж Форест каже да га је Патриша ударила и да је он докрајчио Џејмса. Даљњим испитивањем, Николс и Стивенсова су сазнали да је Патриша напала Џејмса из љубоморе према својој ћерки, а пошто је он већ био мртав када га је Форест тукао, она је задала убиствени ударац. |              |                              |                 |                            |                      |           |                         |
| 181 | 10           | "Ученик"                     | Кристин Мур     | Bалон Грин и Мајкл Анђели  | 1. јун 2010.         | 09010     | 3.08                    |
| Признани убица тврди да је невин за убиство због којег ће бити погубљен. Убрзо се више посумњало у стање када је убица опонашатељ почео да напада. |              |                              |                 |                            |                      |           |                         |
| 182 | 11           | "Изгубљена дечја крв"        | Џон Дејвид Колс | Кристин Бејли              | 8. јун 2010.         | 09004     | 2.97                    |
| Студенткиња умире од последица искрвављења, али оно што је у почетку изгледало као груби секс који је кренуо по злу доводи Николса и Стивенсову у бизарну секту чије је веровање у бесмртност створило зависност од људске крви и њених подземних растурача. |              |                              |                 |                            |                      |           |                         |
| 183 | 12           | "Право наслеђе"              | Јон Моцкин      | Антоанет Стела             | 15. јун 2010.        | 09013     | 3.50                    |
| Док истражују убиство власника угоститељског предузећа, Николс и Стивенсова откривају доказе о афери и могућој већој бруци у коју је умешан један њујоршки сенатор. |              |                              |                 |                            |                      |           |                         |
| 184 | 13           | "Мафијаш ће вас сад примити" | Џин де Сегонзек | Мајкл Анђели               | 22. јун 2010.        | 09015     | 4.40                    |
| Државни званичник средњег нивоа одлучује да уцени два лекара који су својим болесницима прескупи. Лекари се плаше да ће брука довести до мафијаша у пензији који су финансирали њихову ординацију. Њихови страхови су се наизглед смирили када је званичник завршио мртав - све док истрага Николса и Стивенсову није довела право до њихових врата. |              |                              |                 |                            |                      |           |                         |
| 185 | 14           | "Древна књига"               | Дарнел Мартин   | Марк Малон                 | 29. јун 2010.        | 09014     | 2.79                    |
| Николс и Стивенсова морају да реше старомодну загонетку убиства. |              |                              |                 |                            |                      |           |                         |
| 186 | 15           | "Нељудско друштво"           | Мајкл Смит      | Куртни Паркер и Џефри Торн | 6. јул 2010.         | 09005     | 2.99                    |
| Каријера младог боксера који много обећава је прекинута када су власти откриле да је у центру ринга за борбу паса. Ствари су постале још горе када је један од његових ортака завршио мртав. |              |                              |                 |                            |                      |           |                         |
| 187 | 16           | "Три у једном"               | Артур В. Форни  | Валон Грин и Дејвид Клас   | 6. јул 2010.         | 09016     | 2.99                    |
| Тело успешне агенткиње за некретнине Хилди Глејзер пронађено је у локви крви у подруму празне зграде. Необичан асортиман трагова упућује Николса и Стивенсову у неколико различитих праваца. На месту отмице примећен је фарбарски камион који припада извесном Ендију Квину. Пре Хилдиног нестанка, прегледао ју је абразивни лекар Мејнард Кертис, али највише узнемиравају слике на зидовима – слике обојене крвљу за које форензичари тврде да их је нацртало мало дете. Вођен том страшном импликацијом, Николс развија објашњење о томе како су ове три наизглед неповезане особе повезане, а да би то доказао, приморан је да се саветује са најневероватнијим стручњаком: својим оцен др. Теодором. Њихов однос је у најбољем случају климав, али морају да раде брзо јер је још једна невина особа отета.                       |              |                              |                 |                            |                      |           |                         |